# Katjuša (brano musicale)
Katjuša (in russo Катюша?, trascritto anche Katiuscia o Catiuscia, diminutivo confidenziale di Ekaterina, Caterina in italiano) è una canzone sovietica in lingua russa diffusa durante l'ultimo conflitto mondiale, che parla di una ragazza sofferente per la lontananza del suo amato che combatteva al fronte.

## Storia
La canzone fu interpretata per la prima volta nel 1938 all'interno della monumentale Sala delle Colonne nella Casa dei sindacati di Mosca.
La musica del brano è famosa in tutto il mondo, ma non fa parte della musica popolare russa. È invece una canzone d'autore, scritta nel 1938 da Matvej Blanter; il testo è di Michail Isakovskij.

## Versioni italiane
La melodia di Katjuša fu utilizzata nella canzone partigiana Fischia il vento, composta nel settembre 1943 dal partigiano e medico imperiese Felice Cascione, come ricordato anche da Mario Rigoni Stern in una lettera in Aspettando l'alba e altri racconti.
Tra le file della LXIII Legione CC.NN. d'Assalto "Tagliamento" del Regio Esercito e poi della Repubblica Sociale Italiana, nota per i massacri compiuti contro i partigiani assieme alle forze naziste e altri crimini di guerra, si diffuse, anche per via dell'incompatibilità ideologica del brano originale con il Fascismo, una versione degradante denominata Natascia.
La melodia del brano è stata, inoltre, ripresa nella canzone Casatschok, presentata per la prima volta al Cantagiro 1969 e cantata da Dori Ghezzi, con testi di Ciotti e Guadabassi; esiste anche l'esecuzione da parte di Gepyosky e i suoi Cosacchi (RCA Italiana, PM 3486), brano inserito nella compilation del 1970 Canzoni di oggi - Successi di sempre (RCA Italiana, RDI 16) e l'esecuzione di Dimitri Dourakine del 1968 (Philips, B. 370.746 F), inserita nell'album omonimo dell'anno successivo (Philips, 844.916 BY).
La melodia costituisce il riff del brano italo disco U.S.S.R. di Eddy Huntington, del 1986.

## Testo in italiano
La nebbia scivolava lungo il fiume;

Sulla sponda camminava Katjuša,

Sull'alta, ripida sponda.
Camminava e cantava una canzone

Di un'aquila grigia della steppa,

Di colui che ella amava,

Di colui le cui lettere con cura conservava.
Oh canzone, canzone di una ragazza,

Vola seguendo il sole luminoso

E al soldato sulla frontiera lontana

Porta i saluti di Katjuša.
Fa’ che si rammenti di una semplice ragazza,

Fa’ che la senta cantare,

Possa egli proteggere la terra natia,

Come Katjuša protegge il loro amore.
Meli e peri erano in fiore,

La nebbia scivolava lungo il fiume;

Sulla sponda camminava Katjuša,

Sull'alta, ripida sponda.»

## Curiosità
La canzone è stata ripresa da Rob Hubbard, uno dei più famosi compositori di musiche videoludiche degli anni '80, per la base sonora della versione per Commodore 64 del videogioco Rasputin, pubblicato nel 1985 dalla software house Firebird.